# Liste von Kunstwerken im öffentlichen Raum in Freiburg im Breisgau
Die Liste von Kunstwerken im öffentlichen Raum in Freiburg gibt einen Überblick über Kunst im öffentlichen Raum, unter anderem Skulpturen, Plastiken, Landmarken und andere Kunstwerke in Freiburg. Es besteht kein Anspruch auf Vollständigkeit. Sie sind nach den Stadtteilen sortiert und größere Gruppen von Kunstwerken an einer Stelle wie z. B. Stadtgarten oder Urachstraße sind gruppiert.

## Altstadt
| Bezeichnung                                 | Standort                                                                           | Koordinate                    | errichtet                                        | Künstler | Anmerkungen | Bild                                        |
| ------------------------------------------- | ---------------------------------------------------------------------------------- | ----------------------------- | ------------------------------------------------ | --- | --- | ------------------------------------------- |
| Bertoldsbrunnen                             | Kreuzung von Kaiser-Joseph-Straße und Salzstraße                                   | (47° 59′ 42″ N, 7° 50′ 59″ O) | 1965                                             | Nikolaus Röslmeir                                                                                                  | Ersatz für ein Brunnendenkmal, das beim Luftangriff 1944 zerstört wurde; Sockel Kalkstein, Ritter aus Bronze | weitere Bilder                              |
| Keramik-Wandbild                            | Östlicher seitlicher Innenhof der alten Universität, Universitätsstraße            | (47° 59′ 44″ N, 7° 50′ 56″ O) | 1956                                             | Entwurf Julius Bissier, ausführender Künstler Richard Bampi                                                        | Putz-Wandmosaik aus glasierter Keramik, gefertigt von Bampi, Gründer der Fayence-Manufaktur Kandern. | weitere Bilder                              |
| Siegesdenkmal                               | Europaplatz                                                                        | (47° 59′ 53″ N, 7° 51′ 10″ O) | 1876                                             | Karl Friedrich Moest                                                                                               | Sockel: Schwarzwald-Granit, Skulptur: Bronze | weitere Bilder                              |
| Die Liegende                                | Platz der alten Synagoge                                                           | (47° 59′ 42″ N, 7° 50′ 46″ O) | 1953–1954                                        | Henry Moore | Bronze, Die Liegende, Reclining Figure: External Form | weitere Bilder                              |
| Krokodil in der Gerberau                    | Gerberau                                                                           | (47° 59′ 35″ N, 7° 51′ 11″ O) | 2002                                             | Ole Meinecke | Hergestellt aus Diorit, Gewicht 400 kg, Semesterarbeit des Künstlers zum Thema Tierkopf. Das Krokodil Aus Stein hier das Krokodil Mit breitem Maul, doch nicht vom Nil Schaut raus aus dem Gewerbebach Schaut raus zum Hause Himmelsbach Sieht euch und uns und denkt sich viel. | weitere Bilder                              |
| Bündel-Stele 1                              | Alleegarten                                                                        | (47° 59′ 36″ N, 7° 50′ 45″ O) | 2007                                             | Roland Phleps | Edelstahl, Höhe 6 m. Die Skulptur ist ein Geschenk des Künstlers anlässlich des 550-jährigen Bestehens der Universität | weitere Bilder                              |
| Rohblock                                    | Schlossberg, neben dem Eingang zum Kastaniengarten                                 | (47° 59′ 35″ N, 7° 51′ 21″ O) | 2014                                             | Matthias Dämpfle                                                                                                   | Entgegen dem Anschein nur eine flache Steinplatte | weitere Bilder                              |
| Figur am Fuße der Treppe                    | Umgebung der Schlossberg-Garage                                                    | (47° 59′ 40″ N, 7° 51′ 18″ O) | nach 1990                                        | Emil Wachter | Betonrelief | Figur am Fuße der Treppe                    |
| Stele                                       | Umgebung der Schlossberg-Garage                                                    | (47° 59′ 39″ N, 7° 51′ 19″ O) | nach 1990                                        | Emil Wachter | Betonrelief | Konviktstraße 2                             |
| Betonreliefs am Schloßbergsteg              |                                                                                    | (47° 59′ 39″ N, 7° 51′ 21″ O) | nach 1990                                        | Emil Wachter | | Betonreliefs am Schloßbergsteg              |
| Flecklehäs-Brunnen                          | Rotteckring, beim Colombi-Hotel                                                    | (47° 59′ 49″ N, 7° 50′ 52″ O) | 1884                                             | Franz Spiegelhalter                                                                                                | Ältester Narrenbrunnen Freiburgs. Der Brunnentrog aus dem Jahr 1884 war der Weinbrunnen für den Empfang des frischvermählten Erbgroßherzogspaars Hilda und Friedrich II. | Flecklehäs-Brunnen                          |
| Figur des „Aufwärtsstrebenden“              | Greiffeneggring/Ecke Insel                                                         | 47° 59′ 33″ N, 7° 51′ 13″ O   | 1924/27                                          | Wilhelm Gerstel | Bronze | weitere Bilder                              |
| Albertus Magnus                             | Unterlinden                                                                        | 47° 59′ 51″ N, 7° 50′ 55″ O   | 1963                                             | Gisela Bär | Am Verwaltungsgebäude der Sparkasse Freiburg, dem früheren Standort des ehemaligen Predigerklosters, wo Albertus während seiner Freiburger Zeit gewohnt hatte | weitere Bilder                              |
| Autoschrott-„Archäologie“                   | Augustinerplatz, Einfahrt private Tiefgarage                                       | 47° 59′ 37″ N, 7° 51′ 6″ O    |                                                  | Raymond É. Waydelich                                                                                               | nur eingeschränkt sichtbar | Autoschrott-Archäologie                     |
| Architettura Uomo                           | Bismarckallee in Freiburg vor der ehemaligen Commerzbank                           | 47° 59′ 55″ N, 7° 50′ 37″ O   | 1975                                             | Ciancarlo Sangregorio (* 1925)                                                                                     | Granit-Marmor | weitere Bilder                              |
| Uhrenträger                                 |                                                                                    | 47° 59′ 47″ N, 7° 50′ 59″ O   | 1990                                             | Joseph Spiegelhalter (1944-1999)                                                                                   | Eichenholz | Uhrenträger                                 |
| Im Lauf                                     | Rotteckring, Tiefgarage des Polizeireviers Nord                                    | 47° 59′ 45″ N, 7° 50′ 45″ O   | 1996                                             | Robert Schad | Stahl, ca. 11 Tonnen schwer | weitere Bilder                              |
| o. T.                                       | Am Schwarzen Kloster                                                               | 47° 59′ 46″ N, 7° 50′ 50″ O   | 1966                                             | Eduardo Paolozzi                                                                                                   | Aluminium | weitere Bilder                              |
| o. T.                                       | Augustinerplatz                                                                    | 47° 59′ 38″ N, 7° 51′ 8″ O    | 1986                                             | Ulrich Rückriem | In fünf Stücke gespaltener Granit Bleu de Vire, das unterste ist teilweise in die Erde eingelassen, 568 × 108 × 137 cm Der Stein war vor 200 Jahren für einen Platz in Paris als Obelisk ausgesucht worden, aber wegen der Französischen Revolution im Steinbruch in der Normandie liegen geblieben. Ulrich Rückriem bearbeitete ihn mit kräftigen Eingriffen, die aber nur zurückhaltende Spuren hinterließen: Bohrlöcher und Spaltfugen | weitere Bilder                              |
| Gegenseitig                                 | Vor dem Museum für Neue Kunst, Marien-/Adelhauser Straße                           | 47° 59′ 34″ N, 7° 51′ 4″ O    | 1985                                             | Reinhard Scherer                                                                                                   | Eisen | weitere Bilder                              |
| Kaiserstier                                 | Auf der Kajo                                                                       | 47° 59′ 49″ N, 7° 51′ 7″ O    | 1988                                             | Franz Gutmann | Die Plastik wurde vor dem Modehaus Kaiser in der Kaiser-Joseph-Straße errichtet. Die steinerne Sitzbank ist poliert und endet in einem Stierhaupt mit großen metallenen Hörnern. | weitere Bilder                              |
| Fünf Kobolde                                | Engelstraße, Ecke Conrad-Gröber-Straße                                             | 47° 59′ 47″ N, 7° 51′ 10″ O   | 1977                                             | Franz Gutmann | Die fünf Plastiken aus rotem Sandstein wurden 1977 nach dem Bau des Hertie-Gebäudes errichtet und von Hertie finanziert. | weitere Bilder                              |
| Marsyas                                     | Platz der Universität, vor dem Kollegiengebäude IV                                 | 47° 59′ 36″ N, 7° 50′ 46″ O   | 1969                                             | Alfred Hrdlicka | | weitere Bilder                              |
| Plastik des Raimund von Penyafort           | Kirchengericht der Erzdiözese Freiburg, Herrenstraße 14-16                         | 47° 59′ 45″ N, 7° 51′ 15″ O   |                                                  | Wolfgang Eckert | | weitere Bilder                              |
|                                             | Karl-Rahner-Platz, östlich des Kollegiengebäudes IV                                | 47° 59′ 35″ N, 7° 50′ 50″ O   |                                                  | | | Skulptur Karl Rahner Platz                  |
| Mann und Frau                               | Kaiser-Joseph-Straße 251                                                           | 47° 59′ 34″ N, 7° 50′ 55″ O   | 1960                                             | Lutz Brockhaus | | Mann und Frau                               |
| Große-Terrakotta-Gruppe                     | Garten Landgericht Freiburg                                                        | 47° 59′ 40″ N, 7° 51′ 7″ O    | 1964–65                                          | Walter Schelenz | | weitere Bilder                              |
| Tanzende Kegel                              | Bismarckallee                                                                      | 47° 59′ 45″ N, 7° 50′ 30″ O   | 1996/2000                                        | Andrea Zaumseil | Vier Kegel mit unterschiedlichen Neigungswinkeln (60°, 70°, 75° und 80°) | weitere Bilder                              |
| Berliner Meilenstein                        | Fahnenbergplatz                                                                    | 47° 59′ 55″ N, 7° 50′ 53″ O   |                                                  | | | weitere Bilder                              |
| Unvergessene Heimat                         | Fahnenbergplatz                                                                    | 47° 59′ 53″ N, 7° 50′ 53″ O   | 1968                                             | Claus Pfeiffer | | weitere Bilder                              |
| Raufbubenbrunnen, Walter-Schnell-Brunnen    |                                                                                    | 47° 59′ 47″ N, 7° 50′ 48″ O   | 1931                                             | Wilhelm Merten | Inschrift: „1931 aus dem Vermächtnis von Walter Schnell errichtet“ | weitere Bilder                              |
| Berthold Schwarz                            | Rathausplatz                                                                       | 47° 59′ 46″ N, 7° 50′ 58″ O   | 1853                                             | Alois Knittel | | weitere Bilder                              |
| Heinrich Schreiber                          | Am südlichen Ende der Kaiser-Joseph-Straße an der Kreuzung mit der Schreiberstraße | 47° 59′ 26″ N, 7° 50′ 53″ O   | 1893                                             | Galvanoplastik von Gustav Adolf Knittel, errichtet zum 100. Geburtstag Schreibers.                                 | | weitere Bilder                              |
| Frauenstatue Colombipark                    |                                                                                    | 47° 59′ 51″ N, 7° 50′ 47″ O   |                                                  | | | Frauenstatue Colombipark                    |
| Schneckereiterbrunnen                       |                                                                                    | 47° 59′ 50″ N, 7° 50′ 47″ O   | 1906                                             | Konrad Taucher | Bronze | weitere Bilder                              |
|                                             |                                                                                    | 47° 59′ 49″ N, 7° 50′ 48″ O   |                                                  | Manfred Dörner | | weitere Bilder                              |
|                                             |                                                                                    | 47° 59′ 37″ N, 7° 50′ 47″ O   |                                                  | | | Kunst am KGI                                |
|                                             |                                                                                    | 47° 59′ 36″ N, 7° 51′ 3″ O    |                                                  | | | Graffito Gerberau                           |
| Mosaik                                      |                                                                                    | 47° 59′ 37″ N, 7° 51′ 5″ O    |                                                  | | | Mosaik Gerberau                             |
|                                             |                                                                                    | 47° 59′ 32″ N, 7° 50′ 58″ O   |                                                  | | | Kunst Goethe-Gymnasium                      |
|                                             |                                                                                    | 47° 59′ 43″ N, 7° 51′ 14″ O   |                                                  | | | Münsterbauhütte Skulptur 1                  |
|                                             |                                                                                    | 47° 59′ 43″ N, 7° 51′ 14″ O   |                                                  | | | Münsterbauhütte Skulptur 2                  |
|                                             |                                                                                    | 47° 59′ 35″ N, 7° 51′ 15″ O   |                                                  | | | Schwabentor Bild                            |
| Dornauszieher                               | Am Schwabentor, über dem Schlussstein des der Altstadt zugewandten Tores           | 47° 59′ 35″ N, 7° 51′ 15″ O   |                                                  | | | Dornauszieher                               |
| Statue Fischerau                            |                                                                                    | 47° 59′ 36″ N, 7° 51′ 1″ O    |                                                  | | | Statue Fischerau                            |
| Steinhaufen Alleegarten                     |                                                                                    | 47° 59′ 36″ N, 7° 50′ 44″ O   |                                                  | | | Steinhaufen Alleegarten                     |
| Brunnen im Umriss der alten Synagoge        | Auf dem Platz der Alten Synagoge                                                   | 47° 59′ 40″ N, 7° 50′ 44″ O   | 1962 Gedenktafel, 2017 Neugestaltung mit Brunnen | Karl Rißler (Gedenktafel), Volker Rosenstiel und Martin Schedlbauer (Neugestaltung des Platzes, inklusive Brunnen) | „Hier stand die Synagoge der israelitischen Gemeinde Freiburg erbaut 1870 – sie wurde am 10. November 1938 unter einer Herr- schaft der Gewalt und des Unrechts zerstört.“ | weitere Bilder                              |
|                                             |                                                                                    | (47° 59′ 34″ N, 7° 51′ 4″ O)  | 1807                                             | | | Dolphin                                     |
| Alban Stolz                                 | Garten des Collegium Borromaeum                                                    | (47° 59′ 43″ N, 7° 51′ 16″ O) |                                                  | Emil Stadelhofer                                                                                                   | Bronzebüste. Am 8. Dezember 2020 wurde die Büste vor der Konviktskirche des Collegium Borromaeum in Freiburg entfernt und in den Garten verlegt. | weitere Bilder                              |
| Wandplakette Rathaus                        | Merianstraße                                                                       | 47° 59′ 49″ N, 7° 50′ 58″ O   |                                                  | Nikolaus Röslmeir                                                                                                  | | Wandplakette Rathaus                        |
| o. T.                                       | Vor dem Museum für Neue Kunst, Marienstraße                                        | 47° 59′ 34″ N, 7° 51′ 9″ O    | um 1980                                          | Manfred Dörner | | o. T. Manfred Dörner                        |
| Homer                                       | Platz der Universität                                                              | 47° 59′ 37″ N, 7° 50′ 46″ O   | 1915                                             | Cipri Adolf Bermann                                                                                                | Bronze, links vor dem Haupteingang des Kollegiengebäudes I | weitere Bilder                              |
| Aristoteles                                 | Platz der Universität                                                              | 47° 59′ 37″ N, 7° 50′ 46″ O   | 1915                                             | Cipri Adolf Bermann                                                                                                | Bronze, rechts vor dem Haupteingang des Kollegiengebäudes I | weitere Bilder                              |
| Denkmal für die Gefallenen der Universität  |                                                                                    | 47° 59′ 38″ N, 7° 50′ 44″ O   | 1928                                             | Arnold Rickert | Muschelkalk. Aufgestellt im Gedenken an die im Ersten Weltkrieg gefallenen Angehörigen der Universität | weitere Bilder                              |
| o. T.                                       | Spielplatz am Augustinerplatz                                                      | 47° 59′ 37″ N, 7° 51′ 10″ O   | 2015                                             | Alice Pasquini | | weitere Bilder                              |
| ... To all dreamers following their passion |                                                                                    | 47° 59′ 34″ N, 7° 51′ 17″ O   | 2013                                             | Tom Brane | | ... To all dreamers following their passion |
| Mönchs Mural                                | Gerberau 6c                                                                        | 47° 59′ 36″ N, 7° 51′ 2″ O    |                                                  | | | weitere Bilder                              |
| Mural                                       | Gartenstraße 19                                                                    | 47° 59′ 30″ N, 7° 50′ 51″ O   |                                                  | | Das Gebäude wurde im November 2021 abgerissen. | Mural Gartenstraße                          |
| Buddha                                      |                                                                                    | 47° 59′ 47″ N, 7° 50′ 39″ O   |                                                  | | | Buddha                                      |
| Mantelskulptur                              | Blaue Brücke, Wiwilíbrücke                                                         | 47° 59′ 44″ N, 7° 50′ 28″ O   | 2001                                             | Johannes Rühl | Bronzener Mantel mit eingeritztem Judenstern | weitere Bilder                              |
| Graffito                                    | St.-Ursula-Gymnasium                                                               | 47° 59′ 54″ N, 7° 50′ 40″ O   |                                                  | Kunst-AG des Gymnasiums und deren Leiterin Rena Behnke zusammen mit Tom Brane                                      | 36 Meter langes, 80 m² großes Graffito | weitere Bilder                              |
| Drei Mühlsteine                             | Platz der Weißen Rose                                                              | 47° 59′ 40″ N, 7° 50′ 51″ O   | 1972                                             | Hans-Peter Wernet                                                                                                  | | Drei Mühlsteine                             |
| Mahnmal für die Opfer das Naziregimes       | Rotteckring                                                                        | 47° 59′ 48″ N, 7° 50′ 50″ O   | 1975                                             | Walter Schelenz | Bronze | weitere Bilder                              |
| Die neun Musen                              | KG III der Universität                                                             | 47° 59′ 37″ N, 7° 50′ 52″ O   | 1966                                             | Bettina Eichin | | weitere Bilder                              |
| o. T.                                       | Kamin der alten Eisengießerei auf dem Grether-Gelände                              | 47° 59′ 35″ N, 7° 50′ 25″ O   | 2001                                             | Dieter Kaufmann | Edelstahlblech als Abdeckung des Kamins der alten Eisengießerei Grether & Cie. | weitere Bilder                              |
| o. T.                                       | Wilhelmstraße                                                                      | 47° 59′ 36″ N, 7° 50′ 34″ O   | 2020                                             | Peter Zimmermann                                                                                                   | Verschiedene Künstler_innen spiegeln mit ihren 9 auf gleich gestalteten Sockeln errichteten, in Material und Stil unterschiedlichen Objekten und Skulpturen die räumlichen und architektonischen Veränderungen in der 900-jährigen Geschichte der Stadt Freiburg wider. | weitere Bilder                              |
| Atlas                                       | InterCity Hotel, Bismarckallee 3                                                   | 47° 59′ 50″ N, 7° 50′ 30″ O   |                                                  | Jörg Bollin | | Atlas                                       |
| Kommunikation                               | Bertoldstraße 43                                                                   | 47° 59′ 45″ N, 7° 50′ 44″ O   |                                                  | Jörg Bollin | | weitere Bilder                              |
| Sektor                                      | Weinschlößchen, Wilhelmstraße 17A                                                  | 47° 59′ 42″ N, 7° 50′ 26″ O   |                                                  | Jörg Bollin | | Sektor                                      |
| Sechs Allegorien                            | Frontseite des Stadttheaters                                                       | 47° 59′ 42″ N, 7° 50′ 43″ O   | 1910                                             | Hermann Feuerhahn                                                                                                  | Die Skulpturen aus weißem Muschelkalk stellen dar (von Süden nach Norden): Freude, Schönheit, Musik, Poesie, Tanz und Schmerz. | sechs Allegorien                            |

### Kunstwerke amFaulerbad
| Bezeichnung                     | Standort | Koordinate                  | errichtet | Künstler                              | Anmerkungen | Bild           |
| ------------------------------- | -------- | --------------------------- | --------- | ------------------------------------- | ----------- | -------------- |
| Audiotop B31                    |          | 47° 59′ 30″ N, 7° 50′ 32″ O |           | Andreas Hagelüken                     |             | weitere Bilder |
| Bring me some water             |          | 47° 59′ 29″ N, 7° 50′ 35″ O |           | Katja Gehrung                         |             | weitere Bilder |
| Der Sprung des Engels           |          | 47° 59′ 30″ N, 7° 50′ 33″ O |           | Josette Taramarcaz                    |             | weitere Bilder |
| Begegnungen                     |          | 47° 59′ 30″ N, 7° 50′ 34″ O |           | Ralf Weber                            |             | weitere Bilder |
|                                 |          | 47° 59′ 29″ N, 7° 50′ 37″ O |           |                                       |             | weitere Bilder |
| Drei Lichtrampen                |          | 47° 59′ 28″ N, 7° 50′ 37″ O |           | Heinz Treiber                         |             | weitere Bilder |
| Durchzug                        |          | 47° 59′ 29″ N, 7° 50′ 38″ O |           | Roland Dörfler                        |             | weitere Bilder |
| Ein Schnitt                     |          | 47° 59′ 30″ N, 7° 50′ 32″ O |           | Thomas Matt                           |             | weitere Bilder |
| Ensemble                        |          | 47° 59′ 29″ N, 7° 50′ 34″ O |           | Jikkemien Ligteringen                 |             | weitere Bilder |
| Floskeln                        |          | 47° 59′ 29″ N, 7° 50′ 36″ O |           | Konrad Wallmeier                      |             | weitere Bilder |
| Gate                            |          | 47° 59′ 32″ N, 7° 50′ 28″ O |           | Ralf Weber                            |             | weitere Bilder |
| Ili & the Hastas 1-3            |          | 47° 59′ 31″ N, 7° 50′ 28″ O |           | Leonie von Roten                      |             | weitere Bilder |
| Ili                             |          | 47° 59′ 29″ N, 7° 50′ 37″ O |           | Leo von Roten                         |             | weitere Bilder |
| infiniteline14-06               |          | 47° 59′ 33″ N, 7° 50′ 28″ O |           | Ralf Weber                            |             | weitere Bilder |
| Nanjing                         |          | 47° 59′ 30″ N, 7° 50′ 33″ O |           | Ralf Weber                            |             | weitere Bilder |
| Network                         |          | 47° 59′ 30″ N, 7° 50′ 33″ O |           | Ralf Weber                            |             | weitere Bilder |
| o. T.                           |          | 47° 59′ 29″ N, 7° 50′ 36″ O |           | Sabine Felder                         |             | weitere Bilder |
| o. T.                           |          | 47° 59′ 29″ N, 7° 50′ 35″ O |           | Bernd Goering                         |             | weitere Bilder |
| o. T.                           |          | 47° 59′ 29″ N, 7° 50′ 35″ O |           | Heinz Treiber                         |             | weitere Bilder |
| o. T.                           |          | 47° 59′ 30″ N, 7° 50′ 32″ O |           | Jörg Siegele                          |             | weitere Bilder |
| Reflexionen                     |          | 47° 59′ 29″ N, 7° 50′ 35″ O |           | Minka Strickstrock                    |             | weitere Bilder |
| Riff II                         |          | 47° 59′ 30″ N, 7° 50′ 33″ O |           | Vera Peter                            |             | weitere Bilder |
| Schildkröte                     |          | 47° 59′ 31″ N, 7° 50′ 30″ O |           | Bernhard Bührer                       |             | weitere Bilder |
| Skipper                         |          | 47° 59′ 31″ N, 7° 50′ 28″ O |           | Zora Kreuzer                          |             | weitere Bilder |
|                                 |          | 47° 59′ 33″ N, 7° 50′ 29″ O |           | Alois Landmann                        |             | weitere Bilder |
|                                 |          | 47° 59′ 32″ N, 7° 50′ 30″ O |           | Dietrich Schön                        |             | weitere Bilder |
| Giraffentelefon                 |          | 47° 59′ 33″ N, 7° 50′ 29″ O |           | Ulrich Kramer                         |             | weitere Bilder |
|                                 |          | 47° 59′ 32″ N, 7° 50′ 29″ O |           | Jörg Siegele                          |             | weitere Bilder |
|                                 |          | 47° 59′ 33″ N, 7° 50′ 27″ O |           | Jörg Siegele                          |             | weitere Bilder |
|                                 |          | 47° 59′ 32″ N, 7° 50′ 30″ O |           | Jörg Siegele                          |             | weitere Bilder |
|                                 |          | 47° 59′ 30″ N, 7° 50′ 34″ O |           | Jörg Siegele                          |             | weitere Bilder |
|                                 |          | 47° 59′ 29″ N, 7° 50′ 37″ O |           | Jörg Siegele                          |             | weitere Bilder |
|                                 |          | 47° 59′ 29″ N, 7° 50′ 36″ O |           |                                       |             | weitere Bilder |
|                                 |          | 47° 59′ 28″ N, 7° 50′ 37″ O |           |                                       |             | weitere Bilder |
|                                 |          | 47° 59′ 29″ N, 7° 50′ 37″ O |           |                                       |             | weitere Bilder |
|                                 |          | 47° 59′ 30″ N, 7° 50′ 35″ O |           |                                       |             | weitere Bilder |
|                                 |          | 47° 59′ 28″ N, 7° 50′ 37″ O |           |                                       |             | weitere Bilder |
|                                 |          | 47° 59′ 29″ N, 7° 50′ 38″ O |           |                                       |             | weitere Bilder |
|                                 |          | 47° 59′ 29″ N, 7° 50′ 33″ O |           |                                       |             | weitere Bilder |
|                                 |          | 47° 59′ 29″ N, 7° 50′ 36″ O |           |                                       |             | weitere Bilder |
|                                 |          | 47° 59′ 30″ N, 7° 50′ 34″ O |           | Peter Zimmermann                      |             | weitere Bilder |
|                                 |          | 47° 59′ 30″ N, 7° 50′ 33″ O |           |                                       |             | weitere Bilder |
|                                 |          | 47° 59′ 29″ N, 7° 50′ 36″ O |           |                                       |             | weitere Bilder |
|                                 |          | 47° 59′ 29″ N, 7° 50′ 35″ O |           |                                       |             | weitere Bilder |
|                                 |          | 47° 59′ 30″ N, 7° 50′ 35″ O |           |                                       |             | weitere Bilder |
|                                 |          | 47° 59′ 29″ N, 7° 50′ 37″ O |           |                                       |             | weitere Bilder |
| The first cut                   |          | 47° 59′ 28″ N, 7° 50′ 37″ O |           | Jörg Bollin                           |             | weitere Bilder |
| Ton-Leitern                     |          | 47° 59′ 30″ N, 7° 50′ 33″ O |           | Uta Hahndorf                          |             | weitere Bilder |
| Transformatio. Stein der Weisen |          | 47° 59′ 30″ N, 7° 50′ 33″ O |           | Simone Schmidt                        |             | weitere Bilder |
| Trois points jaune-gris-jaune   |          | 47° 59′ 29″ N, 7° 50′ 34″ O |           | Jikkemien Ligteringen                 |             | weitere Bilder |
| Unplugged                       |          | 47° 59′ 29″ N, 7° 50′ 36″ O |           | Konrad Wallmeier                      |             | weitere Bilder |
| War da was                      |          | 47° 59′ 30″ N, 7° 50′ 33″ O |           | Ursula Bohren-Magoni & Claudio Magoni |             | weitere Bilder |
| Watts Tower                     |          | 47° 59′ 30″ N, 7° 50′ 35″ O |           | Peter Zimmermann                      |             | weitere Bilder |
| Wave I & II                     |          | 47° 59′ 30″ N, 7° 50′ 33″ O |           | Ralf Weber                            |             | weitere Bilder |
| Wave                            |          | 47° 59′ 30″ N, 7° 50′ 33″ O |           | Zora Kreuzer                          |             | weitere Bilder |

## Betzenhausen
| Bezeichnung       | Standort                                          | Koordinate                 | errichtet | Künstler           | Anmerkungen | Bild           |
| ----------------- | ------------------------------------------------- | -------------------------- | --------- | ------------------ | ----------- | -------------- |
| Bischofskreuz     |                                                   | 48° 0′ 21″ N, 7° 49′ 11″ O |           |                    |             | weitere Bilder |
| Forsthaus Seepark |                                                   | 48° 0′ 36″ N, 7° 49′ 0″ O  |           |                    |             | Figurname      |
| Die Hand          |                                                   | 48° 0′ 18″ N, 7° 49′ 24″ O | 1990      | Manfred Saß        | Stahl       | Figurname      |
| Lotusbrunnen      | Chemisches und Veterinäruntersuchungsamt Freiburg | 48° 0′ 4″ N, 7° 49′ 21″ O  | 1988      | Wolfgang Glöckler  |             | weitere Bilder |
| Schmetterling     | Chemisches und Veterinäruntersuchungsamt Freiburg | 48° 0′ 5″ N, 7° 49′ 24″ O  | 1988      | Jürg Franz Häusler |             | weitere Bilder |
| Projekt 3 Schirme | Innenhof des Regierungspräsidiums, Bissierstr. 7  | 48° 0′ 8″ N, 7° 49′ 25″ O  | 2004      | Stephan Hasslinger |             | weitere Bilder |

### Kunstwerke imSeepark
| Bezeichnung                             | Standort                                 | Koordinate                 | errichtet | Künstler                        | Anmerkungen | Bild           |
| --------------------------------------- | ---------------------------------------- | -------------------------- | --------- | ------------------------------- | --- | -------------- |
| Betzenhauser Torplatz                   |                                          | 48° 0′ 39″ N, 7° 48′ 42″ O | 1986      | Hans Dieter Schaal              | 2021 wurden die Objekte entfernt | weitere Bilder |
|                                         |                                          | 48° 0′ 27″ N, 7° 49′ 26″ O |           |                                 | | Figurname      |
|                                         |                                          | 48° 0′ 26″ N, 7° 49′ 27″ O |           |                                 | | Figurname      |
|                                         |                                          | 48° 0′ 27″ N, 7° 49′ 27″ O |           |                                 | | Figurname      |
|                                         |                                          | 48° 0′ 27″ N, 7° 49′ 26″ O |           |                                 | | Figurname      |
| Erwachender Adam                        | Eugen Martin-Anlage                      | 48° 0′ 25″ N, 7° 49′ 29″ O | 1986      | Wilhelm Gerstel                 | | weitere Bilder |
| Summstein                               |                                          | 48° 0′ 40″ N, 7° 49′ 15″ O |           |                                 | | Figurname      |
| Sonnenuhr                               |                                          | 48° 0′ 45″ N, 7° 48′ 48″ O |           |                                 | Sonnenuhr im Seepark in Freiburg, als Zeiger dient der Mensch | Figurname      |
| Bleistift                               |                                          | 48° 0′ 48″ N, 7° 48′ 51″ O |           |                                 | | Figurname      |
| Lichtturm                               | Regioplatz                               | 48° 0′ 46″ N, 7° 48′ 49″ O | 1986      | Oswald Matthias Ungers          | „Worum trennt uns e Rhi? Ass mir zeige chenne, Wie me Brucke bäut“ Lina Ritter | weitere Bilder |
| Metamorphose einer Säule „Seeparksäule“ | Platz des Handwerks                      | 48° 0′ 48″ N, 7° 48′ 52″ O | 1986      | Dieter Schindler                | | Figurname      |
| Stühle                                  | Bürgerhaus im Seepark                    | 48° 0′ 46″ N, 7° 48′ 50″ O |           |                                 | | Figurname      |
| Promenade                               | Bürgerhaus im Seepark                    | 48° 0′ 44″ N, 7° 48′ 49″ O | 1986      | Bernd Hennig                    | | Figurname      |
| Bacchus                                 | Weinberg im Seepark                      | 48° 0′ 40″ N, 7° 49′ 10″ O | 1970      | Kurt Lehmann                    | Zunächst stand die Figur auf dem Kanonenplatz des Schlossbergs. Für die Landesgartenschau 1986 wurde sie dann im Seepark aufgestellt. Die gleiche Figur ist auch in Staufen am Fuße des Burgbergs zu sehen. | weitere Bilder |
| o. T.                                   | Ostufer Flückigersee (Nähe Pontonbrücke) | 48° 0′ 37″ N, 7° 49′ 12″ O |           | Elsa Gerhard                    | Bronze | weitere Bilder |
| Seeparkturm                             | Rebberg                                  | 48° 0′ 41″ N, 7° 49′ 13″ O | 1986      | Heinz Hilmer, Christoph Sattler | | weitere Bilder |
| Tempelchen                              | Flückigersee                             | 48° 0′ 42″ N, 7° 48′ 53″ O | 1986      | Rob Krier                       | | weitere Bilder |

## Brühl
| Bezeichnung        | Standort                                                                            | Koordinate                 | errichtet | Künstler                                    | Anmerkungen                                                                                                   | Bild           |  |
| ------------------ | ----------------------------------------------------------------------------------- | -------------------------- | --------- | ------------------------------------------- | --- | -------------- |  |
| Jump and Twist     | Georges-Köhler-Allee, 106, Institut der Mikrosystemtechnik,                         | 48° 0′ 43″ N, 7° 50′ 5″ O  | 1999      | Dennis Oppenheim                            | | weitere Bilder |  |
| Doppelrolle        | Georges-Köhler-Allee 101                                                            | 48° 0′ 50″ N, 7° 50′ 12″ O | 2003      | Olaf Metzel                                 | | weitere Bilder |  |
| Viertakt           | Tullastraße                                                                         | 48° 1′ 41″ N, 7° 50′ 45″ O | 1978      | Brigitte und Martin Matschinsky-Denninghoff | | weitere Bilder |  |
| Spielende Bären    | Tullaschule                                                                         | 48° 0′ 59″ N, 7° 51′ 14″ O |           | Ulrich Kottenrodt                           | | Figurname      |  |
| Der Weichensteller | Lokhalle, Paul-Ehrlich-Straße                                                       | 48° 0′ 53″ N, 7° 50′ 45″ O |           | Peter Zimmermann                            | | weitere Bilder |  |
|                    | Zollhallenplatz                                                                     | 48° 0′ 39″ N, 7° 50′ 52″ O |           |                                             | | Figurname      |  |
| City of Freiburg   | Wand zwischen Flugfeld und Straßenbahn an der Madisonallee                          | 48° 1′ 3″ N, 7° 50′ 11″ O  | 2020      | Tom Brane                                   | Graffito | weitere Bilder |  |
| Shift              | Innenhof des Gebäudes für Intelligent Machine-Brain Interfacing Technology (IMBIT). | 48° 0′ 56″ N, 7° 50′ 0″ O  | 2020      | André Wischnewski                           | | weitere Bilder |  |
| o. T.              | Uniklinik, Zahn-, Mund- und Kieferheilkunde, Hugstetter Straße                      | 48° 0′ 47″ N, 7° 50′ 5″ O  | 1974      | Roland Martin                               | Stand bis ca. Ende 2023 auf dem Gelände der Uniklinik Freiburg in der Nähe der Zahn-, Mund- und Kieferklinik. | weitere Bilder |  |
| Gum                | Uniklinik, Zahn-, Mund- und Kieferheilkunde, Hugstetter Straße                      | 48° 0′ 50″ N, 7° 50′ 4″ O  | 2006      | Stefan Sous, Heinke Haberland               | Stand bis ca. Ende 2023 auf dem Gelände der Uniklinik Freiburg in der Nähe der Zahn-, Mund- und Kieferklinik. | weitere Bilder |  |

## Brühl Beurbarung
| Bezeichnung | Standort | Koordinate | errichtet | Künstler | Anmerkungen | Bild |
| ----------- | -------- | ---------- | --------- | -------- | ----------- | ---- |

## Ebnet
| Bezeichnung  | Standort                   | Koordinate                 | errichtet | Künstler      | Anmerkungen | Bild           |
| ------------ | -------------------------- | -------------------------- | --------- | ------------- | --- | -------------- |
| Ebenen       | Platz vor der Dreisamhalle | 47° 59′ 5″ N, 7° 54′ 13″ O | 2013      | CW Loth       | | Ebenen         |
| Turm II      | Platz vor der Dreisamhalle | 47° 59′ 5″ N, 7° 54′ 13″ O | 2013      | Jens Reichert | Die Skulptur ist eine über 2 m hohe architektonische Figur aus Vierkanthölzern. Sie wurde im Herbst 2014 mutwillig zerstört und nicht wieder restauriert | Figurname      |
| Anna-Kapelle |                            | 47° 59′ 5″ N, 7° 54′ 43″ O |           | Thomas Rees   | | weitere Bilder |

## Günterstal
| Bezeichnung     | Standort                                            | Koordinate                    | errichtet | Künstler                 | Anmerkungen     | Bild           |
| --------------- | --------------------------------------------------- | ----------------------------- | --------- | ------------------------ | --------------- | -------------- |
| Fiale Münster   |                                                     | 47° 57′ 44″ N, 7° 51′ 42″ O   |           |                          |                 | Figurname      |
| Bohrer-Brunnen  |                                                     | (47° 57′ 59″ N, 7° 51′ 20″ O) | 1990      | Steinmetzfirma Hellstern | Roter Sandstein | Figurname      |
| roots and wings | Bodlesau Ecke Wonnhalde                             | 47° 58′ 21″ N, 7° 50′ 35″ O   | 2009/2010 | Johannes Bierling        |                 | weitere Bilder |
| Kreuz           | Kreuz an der Ecke Schauinslandstraße Breitmattenweg | 47° 58′ 8″ N, 7° 50′ 58″ O    |           |                          |                 | Figurname      |

### Pfad der Sinne amSchauinsland
| Bezeichnung          | Standort | Koordinate                    | errichtet | Künstler      | Anmerkungen | Bild           |
| -------------------- | -------- | ----------------------------- | --------- | ------------- | ----------- | -------------- |
| Der Geist des Waldes |          | (47° 54′ 38″ N, 7° 53′ 57″ O) |           | Igor Loskutov |             | weitere Bilder |
| Der Jäger            |          | (47° 54′ 38″ N, 7° 54′ 4″ O)  |           | Michael Kenk  |             | weitere Bilder |
| Der Windbohrer       |          | (47° 54′ 43″ N, 7° 54′ 7″ O)  |           | Thomas Rees   |             | weitere Bilder |
| Hand aufs Herz       |          | (47° 54′ 32″ N, 7° 53′ 34″ O) |           | Thomas Rees   |             | weitere Bilder |
| 360° Traumzeit       |          | (47° 54′ 43″ N, 7° 54′ 2″ O)  |           | Thomas Rees   |             | weitere Bilder |

## Haslach
| Bezeichnung            | Standort                                                                   | Koordinate                  | errichtet | Künstler      | Anmerkungen | Bild      |
| ---------------------- | -------------------------------------------------------------------------- | --------------------------- | --------- | ------------- | ----------- | --------- |
| Ohne Titel             | Ecke Opfinger Straße, Markgrafenstraße                                     | 47° 59′ 29″ N, 7° 48′ 57″ O | 1974      | Erich Schwarz |             | Figurname |
| Graffito Kultur Tanken | Haslacher Straße 41                                                        | 47° 59′ 34″ N, 7° 49′ 59″ O |           | Tom Brane     |             | Figurname |
| Culture building       | Haslacher Straße 43 Hochschule für Kunst, Design und Populäre Musik (hKDM) | 47° 59′ 34″ N, 7° 49′ 57″ O | 2014      | Tom Brane     |             | Figurname |

## Herdern
| Bezeichnung                 | Standort                                                              | Koordinate                   | errichtet | Künstler          | Anmerkungen | Bild           |
| --------------------------- | --------------------------------------------------------------------- | ---------------------------- | --------- | ----------------- | --- | -------------- |
| Lalli-Brunnen               |                                                                       | (48° 0′ 28″ N, 7° 51′ 49″ O) | 1980      | Eberhard Hösch    | Bronze. Die Maske der fast lebensgroßen Figur ist ein Direktabguss der ersten von Franz Spiegelhalter für den Gründer der Zunft, Ernst Scheu, geschnitzten Holzmaske. | Figurname      |
| 9 Stelen                    | FABRIK (Fabrik für Handwerk, Kultur und Ökologie), Habsburgerstraße 9 | 48° 0′ 39″ N, 7° 51′ 17″ O   | 2005      | Thomas Stadelmann | | Figurname      |
|                             |                                                                       | 48° 0′ 13″ N, 7° 51′ 25″ O   |           |                   | | Figurname      |
| Relief Blindenheilung       |                                                                       | 48° 0′ 25″ N, 7° 51′ 27″ O   |           |                   | | Figurname      |
| Mädchen mit Schwamm         | Heinrich-Rosenberg-Platz, vor dem Friedrich-Gymnasium                 | 48° 0′ 16″ N, 7° 51′ 36″ O   | 1949      | Richard Engelmann | | Figurname      |
| Venus von Krieau (Figur 81) | Institut für Biologie II + III, Schänzlestr.                          | 48° 0′ 36″ N, 7° 51′ 27″ O   | 1964      | Rudolf Hoflehner  | | weitere Bilder |
| Metamorphose                |                                                                       | 48° 0′ 21″ N, 7° 51′ 1″ O    | 1987      | Rainer Stiefvater | | weitere Bilder |
| Gruppenfigur 70fach         | vor der Kantine der Oberfinanzdirektion                               | 48° 0′ 20″ N, 7° 51′ 6″ O    | 2000      | Schang Hutter     | | weitere Bilder |
| Prometheus                  | Schulhof der Weiherhofschulen                                         | 48° 0′ 21″ N, 7° 51′ 44″ O   | 1980      | Nikolaus Röslmeir | | weitere Bilder |

### Kunstwerke imBotanischen Garten
| Bezeichnung        | Standort                                        | Koordinate                 | errichtet | Künstler        | Anmerkungen                      | Bild           |
| ------------------ | ----------------------------------------------- | -------------------------- | --------- | --------------- | -------------------------------- | -------------- |
| Golden Pond        | im mittleren der drei Teiche                    | 48° 0′ 34″ N, 7° 51′ 30″ O | 1973      | Carla Lavatelli |                                  | weitere Bilder |
| Dipylon            | auf der zentralen Wiese                         | 48° 0′ 34″ N, 7° 51′ 26″ O | 1973      | Roland Phleps   |                                  | weitere Bilder |
| Die Verlorene Form | am Garteneingang bei der Psychiatrischen Klinik | 48° 0′ 33″ N, 7° 51′ 23″ O | 1998      | Thomas Virnich  | Spektralbunte Karlsruher Majolik | weitere Bilder |

## Hochdorf
| Bezeichnung  | Standort      | Koordinate                | errichtet | Künstler    | Anmerkungen                                        | Bild           |
| ------------ | ------------- | ------------------------- | --------- | ----------- | -------------------------------------------------- | -------------- |
| Weltenlenker | Waldhockplatz | 48° 2′ 38″ N, 7° 48′ 2″ O | 2016      | Thomas Rees | Erstellt aus einer 200-jährigen entwurzelten Eiche | weitere Bilder |

## Landwasser
| Bezeichnung                         | Standort                                                         | Koordinate                 | errichtet              | Künstler                                                    | Anmerkungen                                                           | Bild           |
| ----------------------------------- | ---------------------------------------------------------------- | -------------------------- | ---------------------- | ----------------------------------------------------------- | --------------------------------------------------------------------- | -------------- |
| Mooswaldwibli                       | Auwaldplatz                                                      | 48° 1′ 26″ N, 7° 48′ 31″ O | 1980                   | Günter Uhl                                                  | Die Figur ist aus einem Eichenstamm geschnitzt und 1,5 Tonnen schwer. | Mooswaldwibli  |
| Raumklänge                          | Auwaldplatz, Brunnen am Auwaldplatz vor Albert-Schweitzer Schule | 48° 1′ 26″ N, 7° 48′ 31″ O | 1969/1970              | Hans-Günther van Look                                       |                                                                       | Fasnetshexe    |
| Roter Otto                          | Auwaldstraße                                                     | 48° 1′ 29″ N, 7° 48′ 38″ O | 1973, restauriert 2015 | Eberhard Rau, 1973 in Freiburg-Landwasser, restauriert 2015 |                                                                       | weitere Bilder |
| Große Meditation – Hommage à Birgit | FR-Landwasser, Am Moosweiher                                     | 48° 1′ 44″ N, 7° 48′ 25″ O | 1973                   | Hans-Günther van Look                                       |                                                                       | Figurname      |

## Lehen
| Bezeichnung                                 | Standort                                    | Koordinate                 | errichtet         | Künstler                     | Anmerkungen | Bild              |
| ------------------------------------------- | ------------------------------------------- | -------------------------- | ----------------- | ---------------------------- | --- | ----------------- |
| La stele dell’ abbraccio Stele der Umarmung | Paduaallee                                  | 48° 0′ 49″ N, 7° 48′ 27″ O | 10. November 2018 | Antonio Ievolella            | Die „Stele der Umarmung“ (La stele dell’ abbraccio) besteht aus Cortenstahl und Kupfer, das sind Materialien, die sich durch Umwelteinflüsse ständig ändern.                                                                                     | weitere Bilder    |
| Bundschuheiche                              | Lindenstraße                                | 48° 1′ 3″ N, 7° 48′ 17″ O  | 2013              | Thomas Rees                  | Die Bundschuheiche | weitere Bilder    |
| Longinuskreuz                               | Waldallee                                   | 48° 1′ 3″ N, 7° 48′ 8″ O   |                   |                              | | Longinuskreuz     |
| Gefallenendenkmal                           | Bundschuhstraße Ecke Kirchbergstraße        | 48° 1′ 3″ N, 7° 48′ 8″ O   |                   |                              | | Gefallenendenkmal |
| Bundschuhdenkmal                            | Bundschuhplatz                              | 48° 1′ 2″ N, 7° 48′ 8″ O   | 1989              | Hans-Peter Wernet            | Dreiteilige Skulptur bestehend aus dem Hahn (Mitte) als Weckrufer, dem Pflug (links) und dem Bundschuh (rechts), sie symbolisieren den Aufbruch der Bauern                                                                                       | weitere Bilder    |
| Gockel                                      | Lindenstraße Ecke Jos-Fritz-Straße          | 48° 1′ 0″ N, 7° 48′ 13″ O  |                   | Christiane Gerstel-Naubereit | Plakette am Denkmal: Zur Erinnerung an die Bildhauer Professor Wilhelm Gerstel (1879–1963) und Christiane Gerstel-Naubereit (1901–2000), die viele Jahre in Lehen wohnten und arbeiteten. Hier entstand auch der Hahn von Chr. Gerstel-Naubereit | Bundschuhskulptur |
| Wasserwirtschaft                            | Auffahrt zur Paduaallee Richtung Rieselfeld | 48° 0′ 42″ N, 7° 48′ 23″ O |                   | Martin Nitsche               | | Gefallenendenkmal |

## Littenweiler
| Bezeichnung         | Standort                  | Koordinate                  | errichtet | Künstler          | Anmerkungen | Bild           |
| ------------------- | ------------------------- | --------------------------- | --------- | ----------------- | --- | -------------- |
| Holzbild            | Reinhold-Schneider-Schule | 47° 58′ 47″ N, 7° 53′ 47″ O |           |                   | | Figurname      |
| Friedenskreuz, 1974 | Leonhard-Grimm-Platz      | 47° 58′ 50″ N, 7° 53′ 51″ O | 1983      | Arthur Bausenhart | Es stand ursprünglich am Waldrand oberhalb des Dorfes und ersetzte ein erstes Friedenskreuz von Andreas Heizler, das 1948 dort errichtet worden war, wegen Zerfall dann aber ersetzt wurde. | weitere Bilder |
| Bär                 | Kurtenweg                 | 47° 58′ 52″ N, 7° 53′ 27″ O |           |                   | | Figurname      |
|                     | Marktplatz                | 47° 58′ 46″ N, 7° 53′ 46″ O |           |                   | | Figurname      |

### Pädagogische Hochschule
| Bezeichnung           | Standort                                         | Koordinate                  | errichtet | Künstler      | Anmerkungen | Bild           |
| --------------------- | ------------------------------------------------ | --------------------------- | --------- | ------------- | ----------- | -------------- |
| Gekippte Würfel       | Campus der Pädagogischen Hochschule              | 47° 58′ 53″ N, 7° 53′ 36″ O | 1973/75   | Alf Lechner   |             | weitere Bilder |
| Wibke OII/b           | Vor dem KG IV der Pädagogischen Hochschule       | 47° 58′ 53″ N, 7° 53′ 34″ O | 1971      | Gerlinde Beck |             | weitere Bilder |
| Vertikale Doppelfigur | KG II der Pädagogischen Hochschule, Kunzenweg 21 | 47° 58′ 50″ N, 7° 53′ 34″ O | 1968      | Wilhelm Loth  |             | weitere Bilder |
| PH Kulturcafe         | Höllentalstraße                                  | 47° 58′ 53″ N, 7° 53′ 44″ O |           |               |             | Figurname      |
| Aula                  | Lindenmattenstraße                               | 47° 58′ 53″ N, 7° 53′ 43″ O |           |               |             | Figurname      |
| o. T.                 | Musentrakt, Höllentalstr.                        | 47° 58′ 51″ N, 7° 53′ 46″ O | 1960      | Erich Hauser  |             | Figurname      |

## Mooswald
| Bezeichnung                   | Standort                           | Koordinate                 | errichtet | Künstler                     | Anmerkungen | Bild           |
| ----------------------------- | ---------------------------------- | -------------------------- | --------- | ---------------------------- | --- | -------------- |
| Mooswald Dorfbrunnen          |                                    | 48° 0′ 53″ N, 7° 49′ 28″ O |           |                              | | Figurname      |
| Hüttinger-Stele               | Robert-Grumbach-Platz              | 48° 0′ 40″ N, 7° 49′ 49″ O | 2017      | Wolfgang Jakob               | Das Kunstwerk stellt einen Induktor in Übergröße dar, die Originale habe eine Größe von 15- 20cm. Text auf der Stele „Diese Stele erinnert an die Firma Fritz Hüttinger (*1897, +1953) gegründet 1922 zur Herstellung elektrischer Apparate, ab 1926 Geräte für Chirurgie und Therapie. Das Fabrikanwesen Elsäßer Str. 8 wurde am 27. Nov. 1944 zerstört. 1946 - 1949 Wiederaufbau. 1950 Beginn der Serienfertigung von Mittel- und Hochfrequenz-Generatoren ab 1984 speziell für Trumpf zur Laser-Anregung. 1990 Beitritt zur TRUMPF Gruppe. 2006 Umzug in neue Produktions- und Büroräume im Industriegebiet Haid. 2013 Umfirmierung in Trumpf-Hüttinger mit Standorten weltweit.“ | Figurname      |
| Kunst am Wentzinger-Gymnasium |                                    | 48° 0′ 49″ N, 7° 49′ 30″ O |           |                              | | Figurname      |
| Großer Pelikan                |                                    | 48° 0′ 46″ N, 7° 49′ 17″ O |           | Christiane Gerstel-Naubereit | | weitere Bilder |
| Symposium                     |                                    | 48° 0′ 47″ N, 7° 49′ 22″ O | 1972      | Rudolf Scheurer              | | Figurname      |
| Vogelbrunnen                  |                                    | 48° 0′ 49″ N, 7° 49′ 28″ O | um 1980   | Franz Gutmann                | Das Wasserrad ist technisch festgelegt, sodass die kinematische Plastik nicht funktionabel ist. | Figurname      |
| Fohlen                        | Mooswaldschule, Am Schneckengraben | 48° 1′ 3″ N, 7° 49′ 21″ O  |           | Ulrich Kottenrodt            | | Figurname      |

## Mundenhof
| Bezeichnung     | Standort                                       | Koordinate                 | errichtet | Künstler                                          | Anmerkungen | Bild      |
| --------------- | ---------------------------------------------- | -------------------------- | --------- | ------------------------------------------------- | ----------- | --------- |
| ZMF (Mundenhof) | Am Weg, zwischen Kamel-Gehege und ZMF-Gelände. | 48° 0′ 30″ N, 7° 46′ 54″ O |           |                                                   |             | Figurname |
| Kleines Tor     |                                                | 48° 0′ 36″ N, 7° 46′ 47″ O | 1999      | Dieter E. Klumpp, Manuela Grafmüller, Rosa Rücker |             |           |

## Munzingen
| Bezeichnung | Standort | Koordinate                 | errichtet | Künstler | Anmerkungen | Bild      |
| ----------- | -------- | -------------------------- | --------- | -------- | ----------- | --------- |
|             |          | 47° 58′ 18″ N, 7° 42′ 1″ O |           |          |             | Figurname |

## Neuburg
| Bezeichnung                                      | Standort                                                           | Koordinate                  | errichtet | Künstler             | Anmerkungen | Bild           |
| ------------------------------------------------ | ------------------------------------------------------------------ | --------------------------- | --------- | -------------------- | --- | -------------- |
| Nirme                                            | Institutsviertel der Universität                                   | 48° 0′ 10″ N, 7° 50′ 53″ O  | 1995      | Robert Schad         | Vierkantstahl | weitere Bilder |
| Campido. Ein Teppich für den geologischen Garten | Albertstr. 19                                                      | 48° 0′ 9″ N, 7° 50′ 50″ O   | 2007      | Olaf Nicolai         | | weitere Bilder |
| Ort der Begegnung                                | Mensa II (Institutsviertel), Hermann-Herder-Str.                   | 48° 0′ 9″ N, 7° 50′ 57″ O   | 1972      | Otto Herbert Hajek   | | weitere Bilder |
| Magnetisches Raumfeld                            | Hörsaal für Physiologie, Biochemie, Pharmazie, Hermann-Herder-Str. | 48° 0′ 9″ N, 7° 50′ 57″ O   | 1959      | Otto Herbert Hajek   | | weitere Bilder |
| Urknall                                          | Physikalische Institut                                             | 48° 0′ 6″ N, 7° 51′ 3″ O    | 1998      | Thomas Virnich       | Kugelform von drei Metern Durchmesser | weitere Bilder |
| Haus/Haus                                        | Albertstr. 19                                                      | 48° 0′ 3″ N, 7° 50′ 59″ O   | 1997      | Werner Pokorny       | | weitere Bilder |
| Alexander Ecker                                  | Vor dem Eingang des Instituts für Anatomie und Zellbiologie        | 48° 0′ 3″ N, 7° 51′ 2″ O    |           |                      | | weitere Bilder |
| Keramikwand                                      | Mathematisches Institut, Ernst-Zermelo-Straße 1                    | 48° 0′ 2″ N, 7° 50′ 46″ O   | 1973      | Gertrud Bernd        | |                |
| o. T.                                            | Otto-Krayer-Haus, Albertstr. 25                                    | 48° 0′ 6″ N, 7° 50′ 47″ O   | 2000      | Günther Förg         | | Figurname      |
| Freiburger Sitzende                              | Materialforschungszentrums in der Stefan-Meier-Straße              | 48° 0′ 6″ N, 7° 50′ 44″ O   | 1996      | Franz Bernhard       | Sieben Meter hohe Cortenstahlplastik | weitere Bilder |
| Translation                                      | Stefan-Meier-Straße 17                                             | 48° 0′ 4″ N, 7° 50′ 42″ O   | 2009      | Matthias Braun       | | weitere Bilder |
| Inoculus                                         | Stefan-Meier-Straße 17.                                            | (48° 0′ 3″ N, 7° 50′ 41″ O) | 2009      | Reiner Maria Matysik | Polyester, 310 × 300 × 600 cm, Kosten 75.000 €, In der Nacht zum 5. September 2015 abgebrannt Die Reste wurden entfernt. | weitere Bilder |
| Heroischer Rhythmus IX                           | Stefan-Maier-Str. gegenüber der Walther Rathenau Gewerbeschule     | 48° 0′ 2″ N, 7° 50′ 40″ O   | 1969      | Berto Lardera        | | weitere Bilder |
| Fahnenmast                                       | Universitätsrektorat                                               | 47° 59′ 55″ N, 7° 50′ 56″ O |           | Norbert Radermacher  | | Figurname      |
| Lokomobil                                        |                                                                    | 47° 59′ 56″ N, 7° 50′ 53″ O |           |                      | | Figurname      |
|                                                  |                                                                    | 47° 59′ 59″ N, 7° 50′ 42″ O |           |                      | | weitere Bilder |
| Christus als Erlöser                             | Vor dem Eingang der Erlöserkirche                                  | 48° 0′ 2″ N, 7° 51′ 31″ O   |           | Julius Seitz         | | Figurname      |
| Grabstein Caroline C. Walter                     | Alter Friedhof                                                     | 48° 0′ 3″ N, 7° 51′ 30″ O   | 1867      | Anton Burghart       | Das Grab der Caroline Christine Walter aus Opfingen. Diese junge Frau verstarb mit 17 Jahren im Jahre 1867; seitdem ist es beinahe täglich mit frischen Blumen geschmückt. Um die rätselhaften Spender der Blumen gibt es in Freiburg viele Legenden. Auf dem Alten Friedhof steht eine Kopie, Das Original ist in den Kavernen des Schwarzen Klosters ausgestellt. Im Bild rechts ist das Original zu sehen. | weitere Bilder |
| Totenkopf mit Kröte                              |                                                                    | 48° 0′ 3″ N, 7° 51′ 25″ O   |           |                      | | Figurname      |
| Landkreisbrunnen                                 | Landratsamt, Stadtstr. 2                                           | 47° 59′ 57″ N, 7° 51′ 26″ O | 1990      | Helmut Lutz          | | Figurname      |
| Stele, Die Säule des Keramikforums vom Mai 2000  | Beim Landratsamt, Stadtstr. 2                                      | 47° 59′ 57″ N, 7° 51′ 27″ O | 1997      |                      | In dieser Säule sind Werke der teilnehmenden Künstler. Auf einem Sockel Erinnerungsscherben, sind von unten nach oben Werke von Maria-Luise Bodirsky, Markus Klausmann 2*, Keramikatelier Wilhelmstraße 2*, Jan & Britta Tjardes, Antonia Kienzler, Jörg Treiber, Keramikatelier Wilhelmstraße, Ika Schilbock, Keramikatelier Wilhelmstraße, Theo Schepp, Antonia Kienzler, Georg Hach, Charlotte Loebbert, Jürgen Strohm, Gottfried Krause, frederike Paulus-Gruber, Anette Begrens-Kamateh, Charlotte Loebbert, Stefan Bang, Johannes Peters, Stefan Bang, Frederike Paulus Gruber, Frauke Reuter, Irmgared Waning, Glauke Günther-Ott und Teo Shipp | Figurname      |
| Begegnungen im Kreis                             | Landratsamt, Stadtstraße 2                                         | 47° 59′ 58″ N, 7° 51′ 26″ O | 1990      | Walter Diederichs    | | weitere Bilder |
|                                                  | Villa Ambiente                                                     | 48° 0′ 4″ N, 7° 51′ 33″ O   |           |                      | | Figurname      |
|                                                  | Villa Ambiente                                                     | 48° 0′ 4″ N, 7° 51′ 33″ O   |           |                      | | Figurname      |
| St. Albert                                       |                                                                    | 47° 59′ 53″ N, 7° 51′ 38″ O |           |                      | | Figurname      |
| Formentfaltung                                   | Mozartstr. 58                                                      | 48° 0′ 6″ N, 7° 51′ 40″ O   | 1957/59   | Walter Schelenz      | | weitere Bilder |
|                                                  | Mozartstr. 58                                                      | 48° 0′ 4″ N, 7° 51′ 41″ O   |           |                      | | weitere Bilder |
| Wind und Wand                                    | Starkenstr. 44                                                     | 48° 0′ 6″ N, 7° 51′ 44″ O   | 1993      | Doris Ruch-Hummel    | | weitere Bilder |
| Natursteinrelief                                 | Kath. Akademie, Wintererstr. 1                                     | 47° 59′ 50″ N, 7° 51′ 32″ O | 1966      | Bruno Knittel        | | weitere Bilder |
| Stahlfigur                                       | Kath. Akademie, Wintererstr. 1                                     | 47° 59′ 51″ N, 7° 51′ 33″ O |           |                      | | Figurname      |

### Kunst imStadtgarten
| Bezeichnung             | Standort | Koordinate                  | errichtet             | Künstler          | Anmerkungen | Bild           |
| ----------------------- | -------- | --------------------------- | --------------------- | ----------------- | --- | -------------- |
| Illumina                |          | 47° 59′ 54″ N, 7° 51′ 25″ O |                       | Till Peter Otto   | Otto, ein weißer Künstler schafft eine Frau afrikanischer Herkunft aus weißem Marmor, der Unbekannte 2014 den Kopf abschlugen.                                                                | weitere Bilder |
| Windspiel               |          | 47° 59′ 52″ N, 7° 51′ 25″ O | 2000                  | Roland Phleps     | | weitere Bilder |
| Weltkugel und Sonnenuhr |          | 47° 59′ 54″ N, 7° 51′ 30″ O |                       |                   | | weitere Bilder |
| Wartende                |          | 47° 59′ 50″ N, 7° 51′ 26″ O | 1926 aufgestellt 1950 | Richard Engelmann | „Dreifach ist der Schritt der Zeit Zögernd kommt die Zukunft hergezogen Pfeilschnell ist das Jetzt verflogen Ewig still ruht die Vergangenheit“ Friedrich von Schiller, Sprüche des Konfuzius | weitere Bilder |
| Eule                    |          | 47° 59′ 51″ N, 7° 51′ 27″ O |                       | Eva Eisenlohr     | | weitere Bilder |
| Freiburger Erpel        |          | 47° 59′ 53″ N, 7° 51′ 30″ O | 1953                  | Richard Bampi     | „Die Kreatur Gottes klagt, klagt an und mahnt“ Die erste Version war aus gebranntem Ton gefertigt, wurde jedoch Anfang der 1970er Jahre durch eine Version aus rotem Sandstein ersetzt.       | weitere Bilder |
|                         |          | 47° 59′ 55″ N, 7° 51′ 30″ O |                       |                   | Sonnenuhr mit Breitgradangabe | weitere Bilder |
|                         |          | 47° 59′ 55″ N, 7° 51′ 30″ O |                       |                   | | weitere Bilder |
| Kriegerdenkmal          |          | 47° 59′ 55″ N, 7° 51′ 28″ O |                       |                   | | weitere Bilder |

## Oberau
| Bezeichnung                        | Standort                         | Koordinate                    | errichtet   | Künstler                                                      | Anmerkungen | Bild           |
| ---------------------------------- | -------------------------------- | ----------------------------- | ----------- | ------------------------------------------------------------- | --- | -------------- |
| Die Lauschenden                    | Schwarzwaldstraße 141            | (47° 59′ 20″ N, 7° 52′ 22″ O) | 1979-1983   | Karl-Henning Seemann                                          | Bronze, lebensgroß | weitere Bilder |
| Die Regenfrau                      | Kartause Freiburg                | (47° 59′ 37″ N, 7° 53′ 0″ O)  |             | Thomas Rees                                                   | Die Regenfrau von Thomas Rees, gefertigt aus einer 130 Jahre alten Stieleiche und hier im öffentlich zugänglichen Garten des Klosters ausgestellt | weitere Bilder |
| „What Was Before Is In Us - Still“ | Schwarzwaldstraße, Ganter Areal  | (47° 59′ 22″ N, 7° 51′ 37″ O) | 2013        | Herakut (Graffiti-Duo)                                        | | weitere Bilder |
| Elefanten-Graffito                 | Untere Schwarzwaldstraße         | (47° 59′ 26″ N, 7° 51′ 20″ O) | 2017        | Daniel Schmieder alias SMY, Frederik Merkt alias Fritz Boogie | Zuvor war seit ein trauriges Jungengesicht der Innerfields-Graffiti-Gruppe zu sehen                                                               | weitere Bilder |
| Schwabentorbrücke                  |                                  | 47° 59′ 27″ N, 7° 51′ 16″ O   | 1898 / 1899 | Julius Seitz                                                  | | weitere Bilder |
| Rote Plastik                       | Kartäuserstr. 29                 | 47° 59′ 32″ N, 7° 51′ 29″ O   | 1968        | Ulrich Rückriem                                               | | Figurname      |
|                                    | Kartäuserstr. 29                 | 47° 59′ 32″ N, 7° 51′ 29″ O   |             |                                                               | | Figurname      |
|                                    | Kartäuserstr. 29                 | 47° 59′ 32″ N, 7° 51′ 29″ O   |             |                                                               | | Figurname      |
|                                    | Kartäuserstr. 29                 | 47° 59′ 32″ N, 7° 51′ 28″ O   |             |                                                               | | Figurname      |
|                                    | Kartäuserstr. 35                 | 47° 59′ 32″ N, 7° 51′ 29″ O   |             |                                                               | | Figurname      |
| Dalyn und Prutt                    | Kartäuserstr. 51                 | 47° 59′ 31″ N, 7° 51′ 43″ O   | 2010        | Robert Schad                                                  | vor dem Kinder- und Familienzentrum St. Augustinus                                                                                                | weitere Bilder |
| Katholikentagskreuz                | Waldstraße Hirzberg-St. Ottilien | 47° 59′ 45″ N, 7° 52′ 28″ O   | 1979        | Franz Eggenschwiler                                           | Erstellt für den Katholikentag 1978 und 1979 am heutigen Standort aufgestellt.                                                                    | weitere Bilder |

## Opfingen
| Bezeichnung      | Standort      | Koordinate                | errichtet | Künstler        | Anmerkungen | Bild      |
| ---------------- | ------------- | ------------------------- | --------- | --------------- | ----------- | --------- |
| Helmuth Dieterle | Rathausgärtle | 48° 0′ 3″ N, 7° 42′ 56″ O | 2011      | Maximilian Vogt |             | Figurname |

## Rieselfeld
| Bezeichnung              | Standort                     | Koordinate                 | errichtet | Künstler       | Anmerkungen | Bild           |
| ------------------------ | ---------------------------- | -------------------------- | --------- | -------------- | ----------- | -------------- |
| Die Teilung Deutschlands | Naturschutzgebiet Rieselfeld | 48° 0′ 29″ N, 7° 46′ 40″ O | 1986      | Justus Jahn    |             | weitere Bilder |
| ohne Titel               | Tramturm, Rieselfeldallee 50 | 48° 0′ 4″ N, 7° 47′ 14″ O  | 2008      | Frieder Heinze |             | weitere Bilder |

## St. Georgen
| Bezeichnung    | Standort                                  | Koordinate                    | errichtet | Künstler                                                               | Anmerkungen                                                             | Bild           |
| -------------- | ----------------------------------------- | ----------------------------- | --------- | ---------------------------------------------------------------------- | ----------------------------------------------------------------------- | -------------- |
| Reblausbrunnen |                                           | (47° 58′ 43″ N, 7° 48′ 40″ O) | 2000      | Albert Schonhard (Obersimonswald)                                      | Bronze. Auf dem Brunnensockel ist ein sitzender Reblausnarr abgebildet. | Figurname      |
| Sonnenuhr      | Andreas-Hofer-Straße Ecke Terlaner Straße | (47° 58′ 43″ N, 7° 48′ 40″ O) | 1985      | Schüler der Schönbergschule unter Anleitung des Lehrers Sigfried Ehret | Geschenk an St. Georgen anlässlich der 1200-Jahrfeier                   | weitere Bilder |

## Stühlinger
| Bezeichnung             | Standort                                | Koordinate                    | errichtet | Künstler                               | Anmerkungen | Bild           |
| ----------------------- | --------------------------------------- | ----------------------------- | --------- | -------------------------------------- | --- | -------------- |
| Der Gartenschlauch      | Eschholzpark                            | 48° 0′ 0″ N, 7° 49′ 51″ O     | 1983      | Claes Oldenburg und Coosje van Bruggen | | weitere Bilder |
| Schlucker und Spucker   | Unter der Stühlinger Brücke             | 47° 59′ 49″ N, 7° 50′ 20″ O   | 1982      | Franz Gutmann                          | | weitere Bilder |
| Archidee 85             | Fehrenbachallee 12                      | 48° 0′ 4″ N, 7° 49′ 59″ O     | 1985/1986 | Jürgen Goertz                          | | weitere Bilder |
| Straßenwalze            |                                         | 48° 0′ 4″ N, 7° 50′ 0″ O      |           |                                        | | weitere Bilder |
| Tor                     | Technisches Rathaus, Fehrenbachallee 12 | Koordinaten fehlen! Hilf mit. | 1979      | Ansgar Nierhoff                        | | Figurname      |
| Relief                  | Hansjakob-Realschule                    | 47° 59′ 51″ N, 7° 50′ 9″ O    |           | Bruno Knittel                          | Relief aus Basaltlava an der Turnhalle | Figurname      |
| Märchenbrunnen          |                                         | 48° 0′ 12″ N, 7° 50′ 42″ O    | 1935      | Wilhelm Merten                         | Bronze | Ewiger Baum    |
| Ewiger Baum             | Hauptfriedhof                           | 48° 0′ 31″ N, 7° 50′ 35″ O    |           |                                        | | Figurname      |
| Germania                | Hauptfriedhof                           | 48° 0′ 33″ N, 7° 50′ 32″ O    | 1929      | Karl Albiker                           | | Figurname      |
|                         | Kreismedienzentrum                      | 47° 59′ 58″ N, 7° 49′ 44″ O   |           |                                        | | Figurname      |
|                         | Kreismedienzentrum                      | 47° 59′ 58″ N, 7° 49′ 45″ O   |           |                                        | | Figurname      |
|                         | Gertrud-Luckner-Gewerbeschule           | 48° 0′ 1″ N, 7° 49′ 39″ O     |           |                                        | | Figurname      |
|                         | Gertrud-Luckner-Gewerbeschule           | 48° 0′ 3″ N, 7° 49′ 40″ O     |           |                                        | | Figurname      |
| Haltestelle             | Gertrud-Luckner-Gewerbeschule           | 48° 0′ 3″ N, 7° 49′ 40″ O     | 1996      | Richard Schindler                      | | weitere Bilder |
| Trigonometrischer Punkt | Edith Stein Schule                      | 48° 0′ 0″ N, 7° 49′ 46″ O     |           |                                        | Trigonometrischer Punkt mit Koordinaten vor der Edit Stein Schule UTM: 32U 412746 5317086 Grad: 7° 49' 49 O 48° 00' 04 N Gauss Krüger: 3 3412787.901 Rechts 5318774.646 hoch | Figurname      |
| Lederlebrunnen          | Lederle Platz                           | 47° 59′ 58″ N, 7° 50′ 20″ O   | 1992      | Ludwig Köhler                          | | weitere Bilder |
| Zwei Stühle             | E-Werk                                  | 48° 0′ 39″ N, 7° 50′ 52″ O    |           |                                        | | Figurname      |
| Graffito                | E-Werk                                  | 47° 59′ 37″ N, 7° 50′ 3″ O    |           |                                        | | Figurname      |

### Kunst amUniversitätsklinikum
| Bezeichnung                   | Standort | Koordinate                 | errichtet | Künstler                                          | Anmerkungen | Bild           |
| ----------------------------- | --- | -------------------------- | --------- | ------------------------------------------------- | --- | -------------- |
| Figurenzyklus Die Lebensalter | Eingangsportal Hugstetter Str.                                                                                    | 48° 0′ 20″ N, 7° 50′ 22″ O |           | Ulrich Kottenrodt, Emil Stadelhofer, Helmuth Hopp | Figurenzyklus Die Lebensalter: Jungfrau von Ulrich Kottenrodt, Frau mit Kind von Emil Stadelhofer und Greis von Kottenrodt, Jüngling von Emil Stadelhofer, Mutter mit Säugling und Männlicher Akt von Helmuth Hopp | weitere Bilder |
| Tonus                         | Breisacher Straße 64, Neurozentrum der Universitätsklinik                                                         | 48° 0′ 19″ N, 7° 50′ 8″ O  | 1995      | Kazuo Katase                                      | 3-teilig: Ring mit Keil, Kugel und Halbkugel | weitere Bilder |
| Stimme vom Berg               | Vor dem Haupteingang der Inneren Medizin                                                                          | 48° 0′ 25″ N, 7° 50′ 14″ O | 1996      | Kazuo Katase                                      | | weitere Bilder |
| Terrakotta                    | Breisacher Straße 64, zwischen Innerer Medizin und Frauenklinik                                                   | 48° 0′ 24″ N, 7° 50′ 14″ O | 1975      | Walter Schelenz                                   | | weitere Bilder |
| Freischwimmer                 | Verbindungssteges des Universitäts-Notfallzentrums mit der Inneren Medizin.                                       | 48° 0′ 27″ N, 7° 50′ 19″ O | 2010      | Gregor Passens                                    | | Figurname      |
| Alfred Hegar                  | Frauenklinik | 48° 0′ 22″ N, 7° 50′ 15″ O |           |                                                   | | Figurname      |
| Zwischen den Räumen           | Frauenklinik | 48° 0′ 22″ N, 7° 50′ 14″ O | 2002      | Elisabeth Wagner                                  | | Figurname      |
| Himmelsleiter                 | Zentrum für Klinische Forschung (Innenhof), Breisacher Str. 66                                                    | 48° 0′ 23″ N, 7° 50′ 2″ O  | 2000      | Raimund Kummer                                    | |                |
| Dreitor (Tripylon)            | Sportmedizin, neben dem Universitäts-Notfallzentrum                                                               | 48° 0′ 28″ N, 7° 50′ 17″ O | 1997      | Roland Phleps                                     | | weitere Bilder |
| Große Kugelkopfsäule          | Speisekasino Universitätskliniken                                                                                 | 48° 0′ 24″ N, 7° 50′ 3″ O  | 1971      | Fritz Koenig                                      | | Figurname      |
| Sympathy                      | Fassade des Neurozentrum zur Breisacher Str.                                                                      | 48° 0′ 20″ N, 7° 50′ 6″ O  | 2019      | innerfields                                       | | Figurname      |
| Das große Spiel               | Vor dem Gebäude der Zahn-, Mund- und Kieferheilkunde                                                              | 48° 0′ 17″ N, 7° 50′ 33″ O | 1958      | Otto Baum                                         | | weitere Bilder |
| Zwei Wandreliefs              | An der Außenwand des Hörsaals am Zentrum für Kinder- und Jugendmedizin                                            | 48° 0′ 13″ N, 7° 50′ 31″ O | 1961      | Walter Schelenz                                   | | weitere Bilder |
| Die Spur                      | Zwischen dem Gebäude des „Institute for Disease Modeling and Targeted Medicine“ (IMITATE) und der Breisacher Str. | 48° 0′ 15″ N, 7° 50′ 10″ O | 2021      | Robert Schad                                      | | weitere Bilder |

## Tiengen
| Bezeichnung         | Standort | Koordinate                 | errichtet | Künstler | Anmerkungen | Bild      |
| ------------------- | -------- | -------------------------- | --------- | -------- | ----------- | --------- |
| Dorfbrunnen Tiengen |          | 47° 59′ 0″ N, 7° 42′ 56″ O |           |          |             | Figurname |

## Vauban
| Bezeichnung                        | Standort                                    | Koordinate                  | errichtet | Künstler          | Anmerkungen | Bild      |
| ---------------------------------- | ------------------------------------------- | --------------------------- | --------- | ----------------- | ----------- | --------- |
| L'art de la guerre                 | vor dem Green City Hotel in Freiburg-Vauban | 47° 58′ 27″ N, 7° 49′ 42″ O | 2012      | Pascal Häusermann | Plastik     | Figurname |
| Wandbild zu Paula Modersohn-Becker | Paula Modersohn Platz 3                     | 47° 58′ 26″ N, 7° 49′ 39″ O |           |                   |             | Figurname |

## Waldsee
| Bezeichnung              | Standort | Koordinate                 | errichtet | Künstler | Anmerkungen | Bild                |
| ------------------------ | -------- | -------------------------- | --------- | -------- | ----------- | ------------------- |
| Relief Bertold Gymnasium |          | Lage                       |           |          |             | Figurname           |
| Nepomok am Sandfang      |          | 48° 1′ 25″ N, 7° 51′ 48″ O |           |          |             | Nepomok am Sandfang |

## Waltershofen
| Bezeichnung | Standort | Koordinate | errichtet | Künstler    | Anmerkungen | Bild      |
| ----------- | -------- | ---------- | --------- | ----------- | ----------- | --------- |
| Das Waldtor |          | Lage       | 2017      | Thomas Rees |             | Figurname |

## Weingarten
| Bezeichnung                     | Standort                              | Koordinate                  | errichtet | Künstler         | Anmerkungen                                  | Bild           |
| ------------------------------- | ------------------------------------- | --------------------------- | --------- | ---------------- | -------------------------------------------- | -------------- |
| Glücksrampe                     |                                       | 47° 59′ 40″ N, 7° 48′ 40″ O | 1998      | Bernhard Härtter | Einkaufszentrum Krozingerstr., FR-Weingarten | weitere Bilder |
| Große Trollblume                | Franz-Schieler-Platz, (FR-Weingarten) | 47° 59′ 39″ N, 7° 48′ 36″ O | 1976      | Paul Suter       | Stand früher im Stadtgarten                  | weitere Bilder |
| Friedenskreuz im Dietenbachpark |                                       | 48° 0′ 1″ N, 7° 48′ 7″ O    |           |                  |                                              | Figurname      |
| Betonturbinen                   |                                       | 48° 0′ 3″ N, 7° 48′ 49″ O   | 1980      | Karl Rißler      |                                              | Figurname      |

## Wiehre
| Bezeichnung                                 | Standort | Koordinate                    | errichtet | Künstler              | Anmerkungen | Bild                           |
| ------------------------------------------- | --- | ----------------------------- | --------- | --------------------- | --- | ------------------------------ |
| Holbeinpferd Stehendes Fohlen aus Betonguss | Günterstalstraße, Straßenbahnhaltestelle Holbeinstraße | (47° 58′ 47″ N, 7° 50′ 52″ O) | 1936      | Werner Gürtner        | Die Betonfigur wird regelmäßig von Unbekannten neu bemalt                                                                   | weitere Bilder                 |
|                                             | Schwimmbadstraße / Basler Straße | 47° 59′ 15″ N, 7° 50′ 32″ O   |           |                       | | Skulpturen Schwimmbadstraße    |
| Haus in der Kirchstraße 16                  | | (47° 59′ 10″ N, 7° 50′ 47″ O) | 2016      | Tom Brane             | Bemalung war sehr umstritten                                                                                                | Graffiti-Haus                  |
| Schreitender                                | | (47° 58′ 45″ N, 7° 49′ 40″ O) | 2001      | Martin J. J. Kirstein | Bronze | Schreitender                   |
|                                             | Fa. Zimmer Biomet, Merzhauser Straße 112 | (47° 58′ 45″ N, 7° 49′ 40″ O) |           |                       | | Zimmer Biomet                  |
| Schaukeln unter dem Luisensteg              | Luisensteg | (47° 59′ 24″ N, 7° 50′ 58″ O) |           |                       | | Schaukeln unter dem Luisensteg |
| Die Laufenden                               | MVZ Clotten, Merzhauser Straße 112 | (47° 58′ 43″ N, 7° 49′ 49″ O) | 1996      | Margot Eberle         | Metall | Die Laufenden                  |
| Graffito Daltons                            | Merzhauserstr. 159 | 47° 58′ 39″ N, 7° 49′ 46″ O   |           |                       | | Graffito Daltons               |
| Mutterbrunnen                               | Wilhelm-Eschle-Platz | 47° 59′ 15″ N, 7° 51′ 56″ O   | 1934      | Hellmuth Hopp         | | weitere Bilder                 |
| Die Welle                                   | Über der Tunneleinfahrt der B31 zwischen Schützenallee und Schwarzwaldstraße                                                                                   | 47° 59′ 17″ N, 7° 51′ 54″ O   | 2005      | Ricardo Itta          | Granit, Beton, 13,7 × 0,8 m. Unter Mitarbeit von Barbara Erhardt, Philipp Reichert, Michael Kaufmann und Markus Schillinger | Die Welle                      |
| Four Lines Oblique                          | Max-Planck-Institut zur Erforschung von Kriminalität, Sicherheit und Recht, Günterstalstraße 73 (vor 2020: Max-Planck-Institut für Internationales Strafrecht) | 47° 58′ 52″ N, 7° 50′ 53″ O   | 1979      | George Rickey         | Edelstahl, bewegliche „Finger“                                                                                              | Four Lines Oblique             |
| Ohne Titel                                  | Rotteck-Gymnasium | 47° 59′ 24″ N, 7° 50′ 31″ O   | 1970      | Erich Hauser          | Edelstahl | weitere Bilder                 |
| Der neue Mensch                             | Talstraße 13 | 47° 59′ 20″ N, 7° 51′ 3″ O    |           | Jörg Bollin           | | Der neue Mensch                |
| Terpischore                                 | Loretto-Krankenhaus | 47° 58′ 56″ N, 7° 50′ 25″ O   |           | Roland Phleps         | | weitere Bilder                 |

### Kunstwerke in der Urachstraße
| Bezeichnung               | Standort            | Koordinate                 | errichtet | Künstler        | Anmerkungen | Bild               |
| ------------------------- | ------------------- | -------------------------- | --------- | --------------- | --- | ------------------ |
| Badisches Saugkalb        | Ecke Glümerstraße   | 47° 59′ 6″ N, 7° 51′ 7″ O  | 2009      | Astrid Hohorst  | Epoxidharz, Betonsockel | Badisches Saugkalb |
| La Duna                   | Grünanlage          | 47° 59′ 5″ N, 7° 51′ 9″ O  | 2013      | Philipp Morlock | Beton, Schlagmetall, 160 × 220 × 160 cm, nach dem Film Andrej Rubljow, Episode „Die Glocke“, von Andrei Tarkowski                                                                                      | La Duna            |
| Frecher Fratz 5           |                     | 47° 59′ 6″ N, 7° 51′ 10″ O | 2005      | Thaddäus Hüppi  | Edelstahl, Bronze; Ersatz für die umstrittenen Figuren Belus und Malou | Frecher Fratz 5    |
| Gedenkstein für Quambana  |                     | 47° 59′ 5″ N, 7° 50′ 57″ O | 1991      | Helmut Lutz     | Ein Phonolith aus dem Kaiserstuhl als Denkmal für Quambana, alias Sigrid Lechner-Knecht, 15 Millionen Jahre alt und 20 Tonnen schwer, mit Symbolen für die vier Elemente Erde, Feuer, Luft und Wasser. | Phonolith          |
| Brunnen-Denkmal Schilling | Ecke Brombergstraße | 47° 59′ 6″ N, 7° 50′ 59″ O |           |                 | Text auf der Tafel: Zum Gedächtnis an Professor Dr. med. RUDOLF SCHILLING 1876–1964, dem Mitbegründer und Förderer der Stimm- und Sprachheilkunde und der deutschen Logopädie (1919)                   | Denkmal Schilling  |

## Zähringen
| Bezeichnung             | Standort                                        | Koordinate                 | errichtet | Künstler              | Anmerkungen | Bild           |
| ----------------------- | ----------------------------------------------- | -------------------------- | --------- | --------------------- | ----------- | -------------- |
| Maria Immaculata Statue | Katholisches Pfarrhaus Zähringen, Wildtalstr. 8 | 48° 1′ 25″ N, 7° 51′ 48″ O | 1839      |                       |             | Figurname      |
| Herz auf Säule mit Ei   | Platz der Zähringer                             | 48° 1′ 23″ N, 7° 51′ 30″ O | 1978      | Karl Manfred Rennertz |             | weitere Bilder |

## Kunstwerke in Freiburg
| Bezeichnung         | Standort                            | Koordinate                    | errichtet | Künstler                          | Anmerkungen              | Bild      |
| ------------------- | ----------------------------------- | ----------------------------- | --------- | --------------------------------- | ------------------------ | --------- |
| „Anabyl“-Eisengüsse | Studienberatung in der Sedanstraße  | Koordinaten fehlen! Hilf mit. |           | Dietrich Schön                    |                          |           |
| Eisenreliefs        | Faulerbad                           | 47° 59′ 30″ N, 7° 50′ 31″ O   |           | Jörg Siegele                      |                          |           |
|                     | Droste-Hülshoff-Gymnasium           | 48° 0′ 37″ N, 7° 51′ 42″ O    | 1972      | Barbara und Burkhart Wojirsch     |                          |           |
|                     | Theodor-Heuss-Gymnasium             | 47° 58′ 40″ N, 7° 48′ 46″ O   | 1981      | René Acht                         |                          |           |
| Mädchen mit Vogel   | Innenhof der alten Universität      | 47° 59′ 44″ N, 7° 50′ 54″ O   | 1956      | Toni Stadler                      | nicht auffindbar 04 2019 |           |
| Sitzendes Mädchen   | Innenhof der alten Universität      | 47° 59′ 44″ N, 7° 50′ 55″ O   | 1914      | Richard Engelmann                 |                          | Figurname |
| Blow up             | Fassade des E-Werks                 | 47° 59′ 39″ N, 7° 50′ 0″ O    | 1999      | Martin Wehmer                     | farbiges Betonrelief     |           |
| Twister             | Rieselfeld, Maria-von-Rudloff-Platz | 47° 59′ 57″ N, 7° 47′ 31″ O   | 2008      | Andrea Mihaljevic und Stefan Hösl | [ 85 ]                   |           |